# Kreuzkirche (Stromberg)

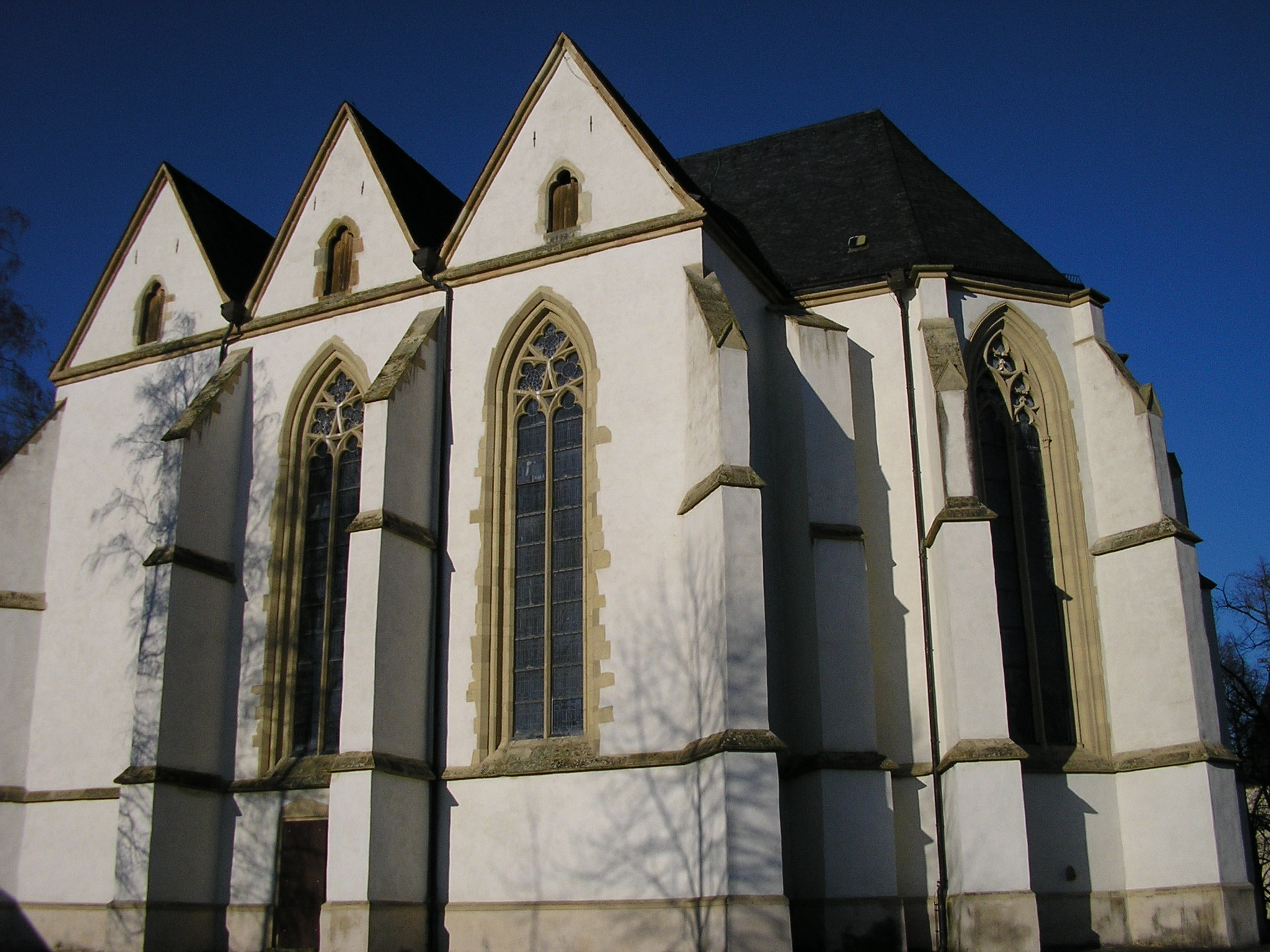
Die Kreuzkirche zu Stromberg

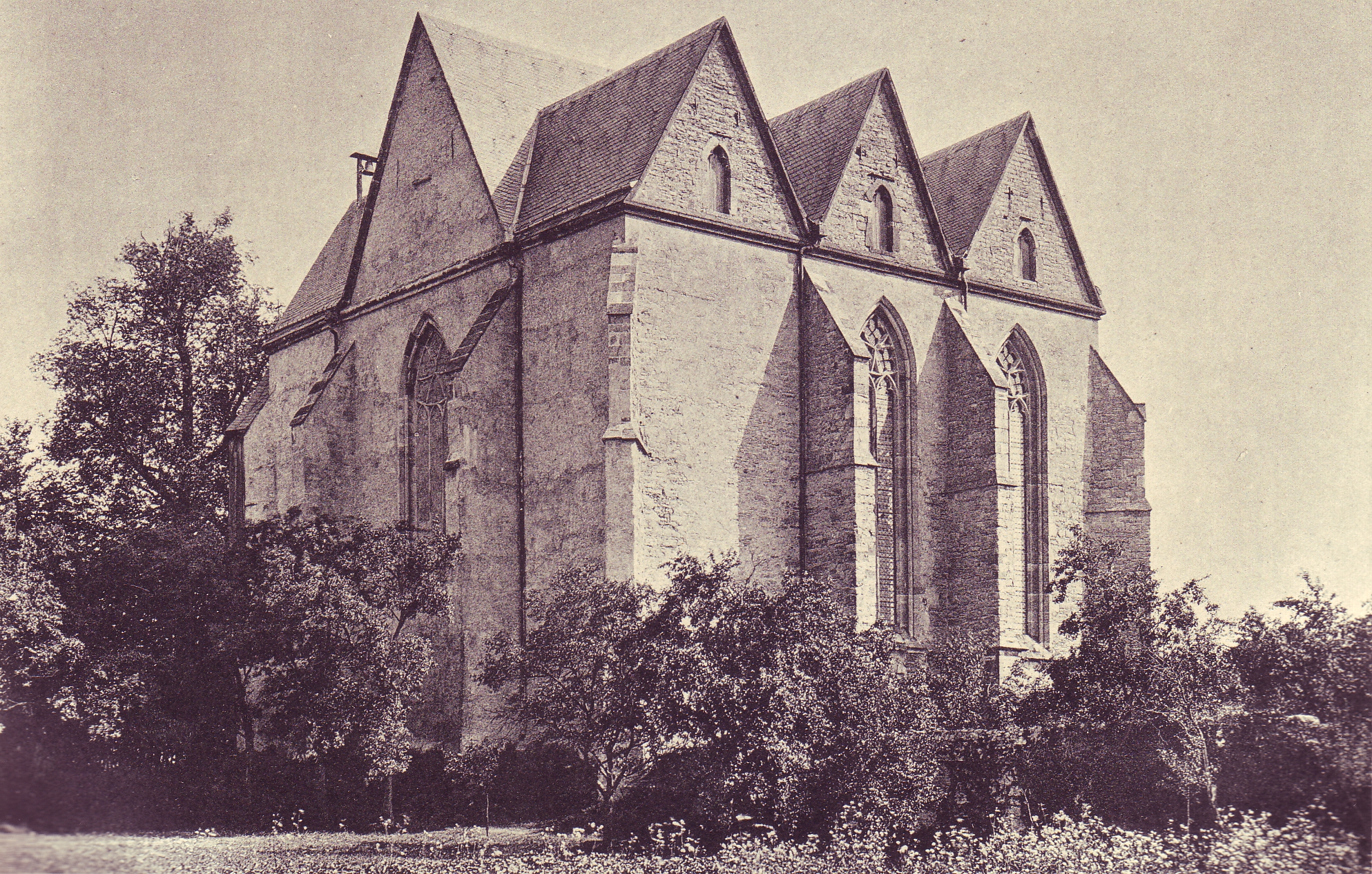
Die Kreuzkirche zu Stromberg fotografiert von Albert Ludorff 1892

Die Kreuzkirche (auch: Heilig Kreuz) ist eine gotische Hallenkirche in Oelde-Stromberg (Kreis Warendorf) in Nordrhein-Westfalen. Sie ist wegen des in ihr aufbewahrten Heiligen Kreuzes als römisch-katholische Wallfahrtskirche bekannt.

## Geschichte

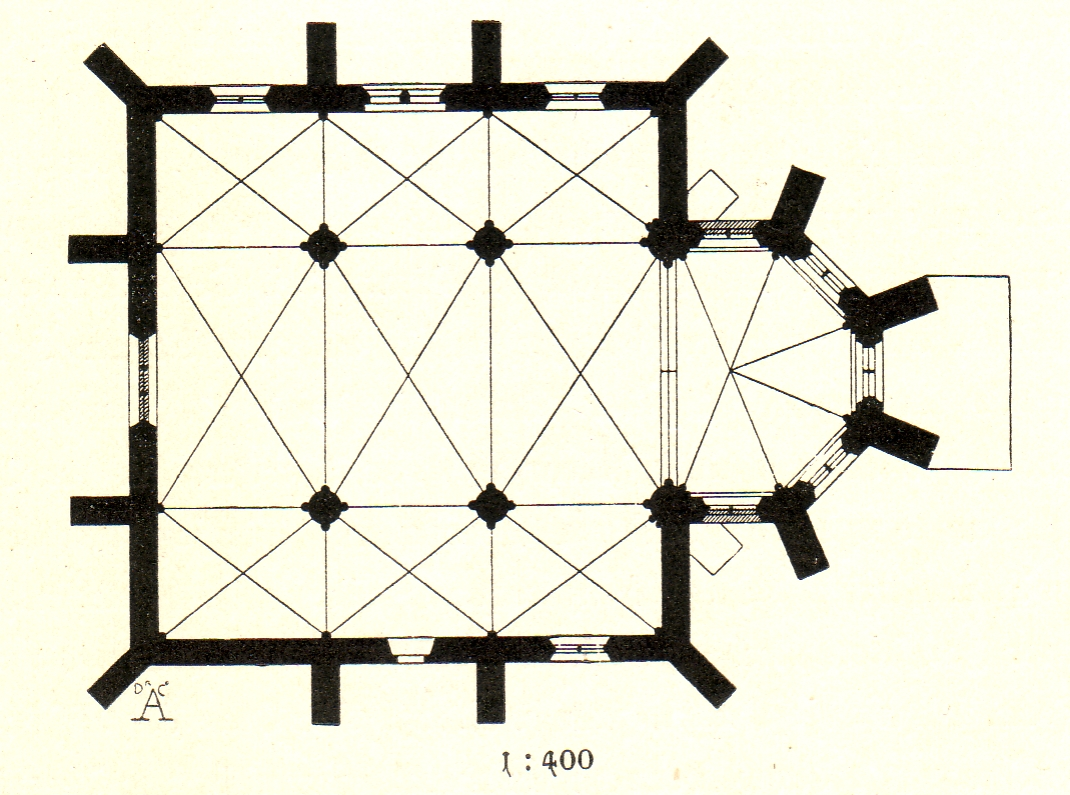
Grundriss der Kreuzkirche um 1897

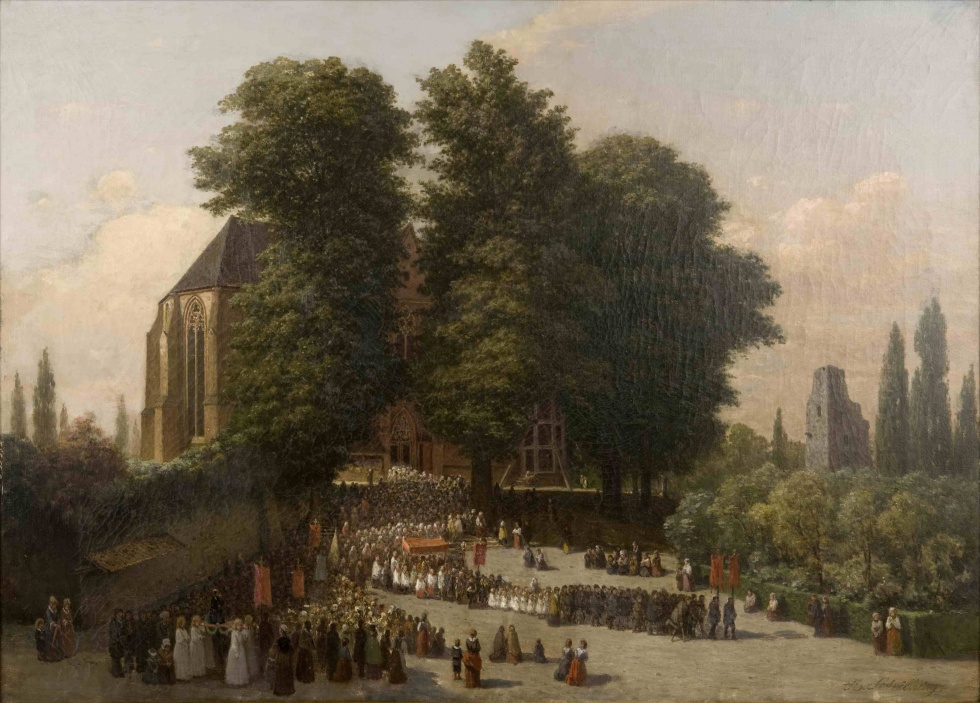
Heinrich Schilking: Die Fronleichnamsprozession verlässt die Stromberger Kreuzkirche, Ölgemälde (1840)

Die heutige gotische Wallfahrtskirche, die sich innerhalb des Geländes der Burg Stromberg befindet, ist aus der ehemaligen Burgkapelle hervorgegangen. Diese ist 1207 zum ersten Mal urkundlich erwähnt worden und nahm zunächst das vom Stift Herzebrock dem Burggrafen geschenkte Kruzifix auf. Nachdem die Kapelle 1316 niedergebrannt ist, das Kruzifix jedoch gerettet werden konnte, errichtete man für die Reliquie den gotischen Neubau. Dieser wurde 1344 vom Münsteraner Bischof Ludwig geweiht. In der Folge entwickelte sich eine hohe Verehrung des Kruzifixes und eine bis heute stattfindende regelmäßige Wallfahrt.
Der 1344 geweihte Neubau ist eine gotische dreischiffige Hallenkirche zu drei Jochen und direkt anschließendem Chorjoch mit 5/8-Schluss. Die Gewölbe ragen hoch auf und vermitteln einen Raum im höfischen Stil. Einen Turm besaß die Anlage zu keiner Zeit. Früher hingen die Glocken an einem Träger aus Holz, heute befinden sie sich im Paulusturm.
Das Kruzifix besitzt einen Holzkern aus der Zeit um 1080–1100 und war ursprünglich mit Silber beschlagen. Es ist durch mehrfachen Raub wiederholt beschädigt und zerbrochen worden und wird heute in rekonstruierter Form gezeigt. Das Kreuz ist 115 cm hoch und wurde aus Eichenholz gefertigt.

## Ausstattung

### Orgel

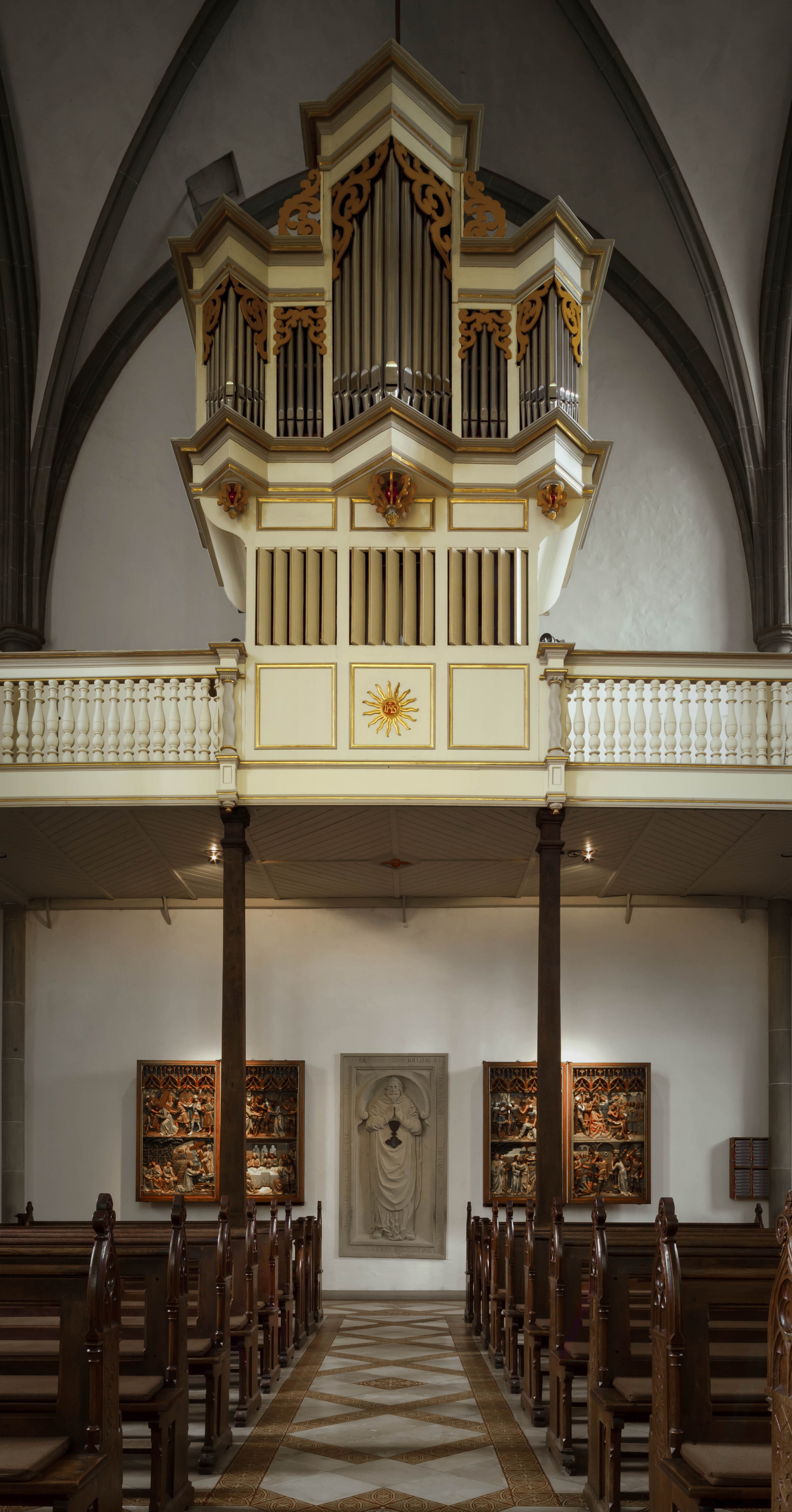
Die Orgel der Kreuzkirche

Die Orgel wurde 1977 von Speith-Orgelbau erbaut, und zwar in einem historischen Orgelgehäuse von 1682, in dem das erste Instrument erbaut worden war. Das Instrument hat 23 Register (1.490 Pfeifen) auf zwei Manualen und Pedal. Die Spieltrakturen sind mechanisch, die Registertrakturen elektrisch.
| I Hauptwerk C–g3 |                |    |
| 1.               | Prinzipal      | 8′ |
| 2.               | Gambe          | 8′ |
| 3.               | Rohrflöte      | 8′ |
| 4.               | Oktave         | 4′ |
| 5.               | Gamshorn       | 4′ |
| 6.               | Waldflöte      | 2′ |
| 7.               | Sesquialter II |    |
| 8.               | Mixtur IV-V    |    |
| 9.               | Trompete       | 8′ |
|                  | Tremulant      |    |

| II Schwellwerk C–g3 |                |        |
| 10.                 | Holzgedackt    | 08′    |
| 11.                 | Weidenpfeife   | 08′    |
| 12.                 | Prinzipal      | 04′    |
| 13.                 | Blockflöte     | 04′    |
| 14.                 | Kleinprinzipal | 02′    |
| 15.                 | Spitzquinte    | 01 ⁄3′ |
| 16.                 | Cymbel III     | 01⁄2′  |
| 17.                 | Dulcian        | 16′    |
| 18.                 | Oboe           | 08′    |
|                     | Tremulant      |        |

| Pedal C–f1 |               |     |
| 19.        | Subbass       | 16′ |
| 20.        | Prinzipalbass | 08′ |
| 21.        | Bassflöte     | 08′ |
| 22.        | Choralbass    | 04′ |
| 23.        | Posaune       | 16′ |

- Koppeln: II/I, I/P, II/P
- Spielhilfen: Setzeranlage, Tutti, Registercrescendo

### Ehemaliger Hochaltar
Auf der Ausstellung für christliche Kunst im Gertrudenhof in Münster wurde im Mai 1879 der prachtvolle Hochaltar gezeigt. Der vom Architekten Hilger Hertel für die Kreuzkirche entworfene Altar wurde vom Kunstschreiner Hermann Miele in Holz ausgeführt. Die Holzstatuen stammten vom Münsteraner Bildhauer August Schmiemann, die Polychromierung nahm Dekorationsmaler Urlaub vor. Die aufklappbaren Flügel tragen Reliefdarstellungen der Kreuzigung von Jesus Christus, die vom Bildhauer Christoph Siebe kunstvoll ausgeführt wurden. Der Altar existiert heute nicht mehr. Die Reliefbilder wurden an der Wand unterhalb der Orgelempore aufgehängt. 

### Sonstige Ausstattung
Die Madonna aus Sandstein mit Lilie und Christuskind ist eine Arbeit des 14. Jahrhunderts.  Die Darstellung der Kreuzigung Christi aus Silber, ist eine der ältesten Votivgaben der Kirche.

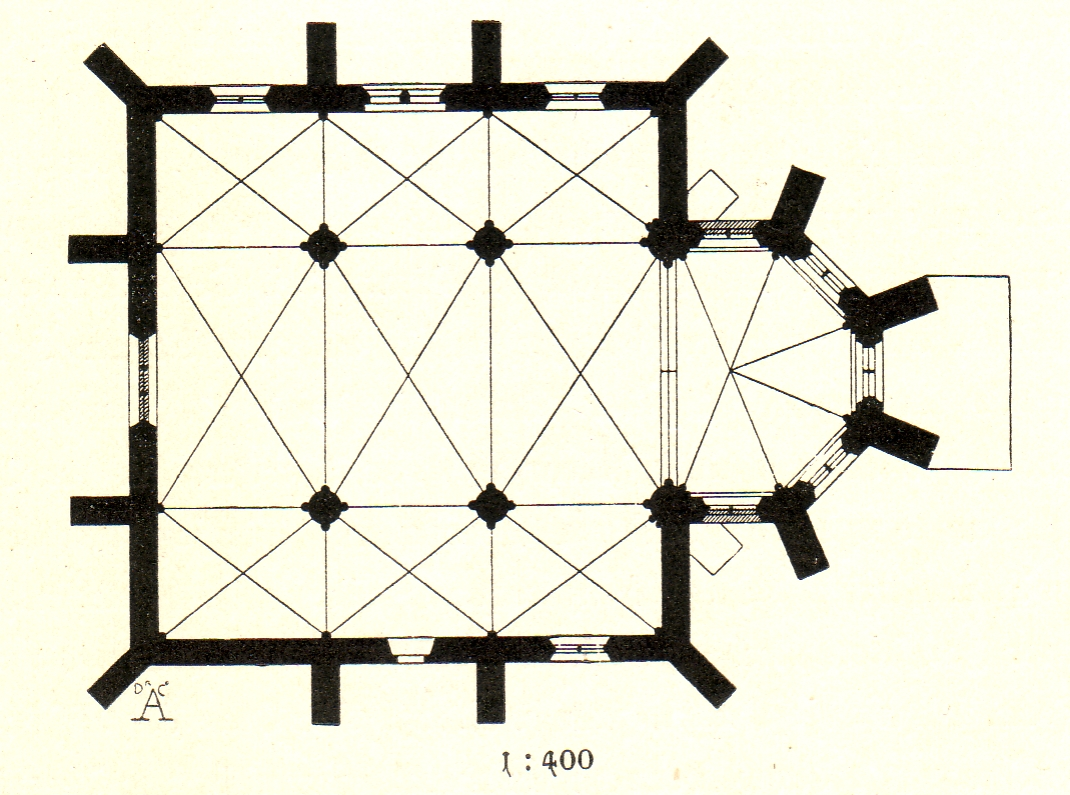
Grundriss 1897
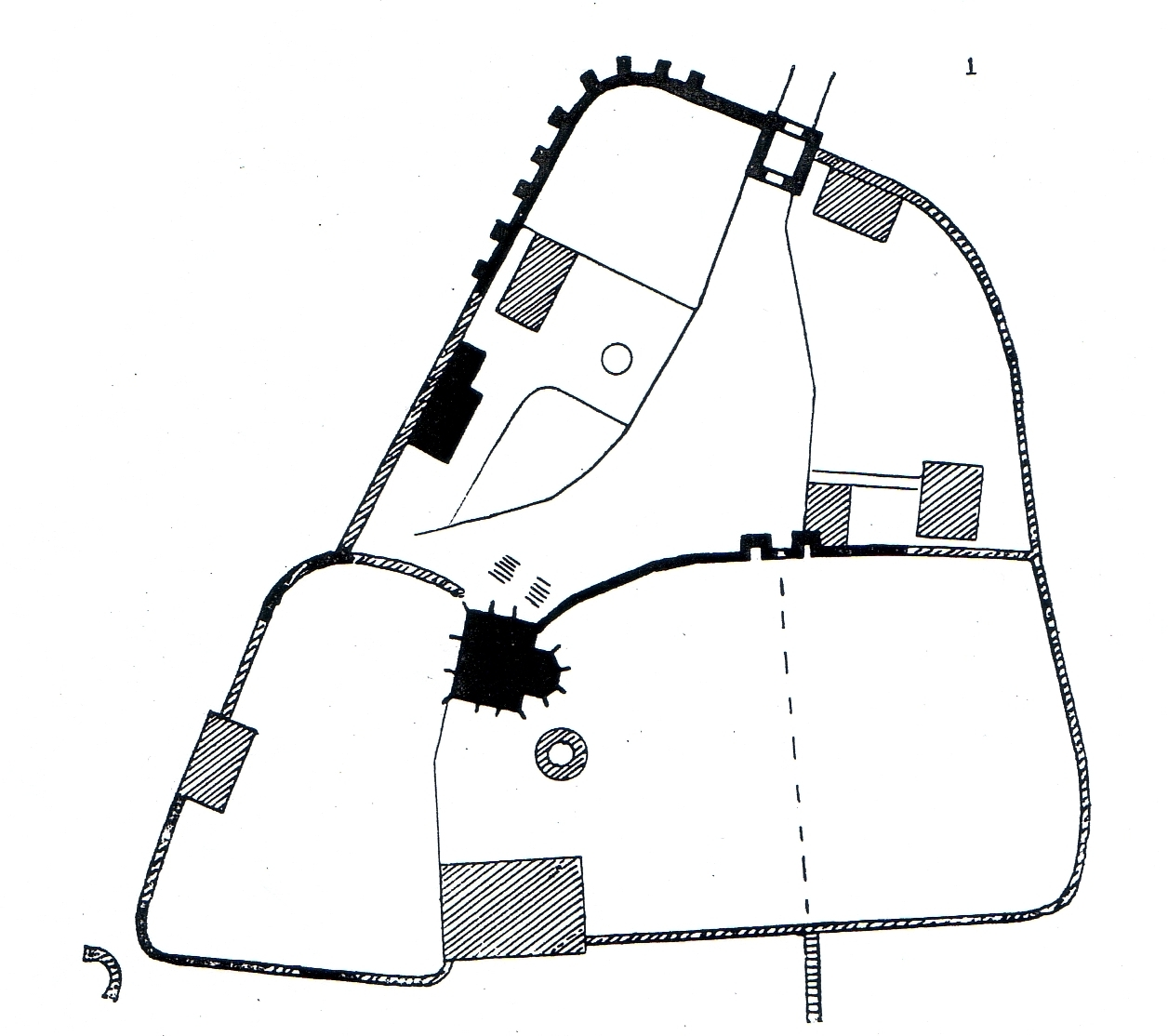
Die Lage der Kirche innerhalb der Burg Stromberg
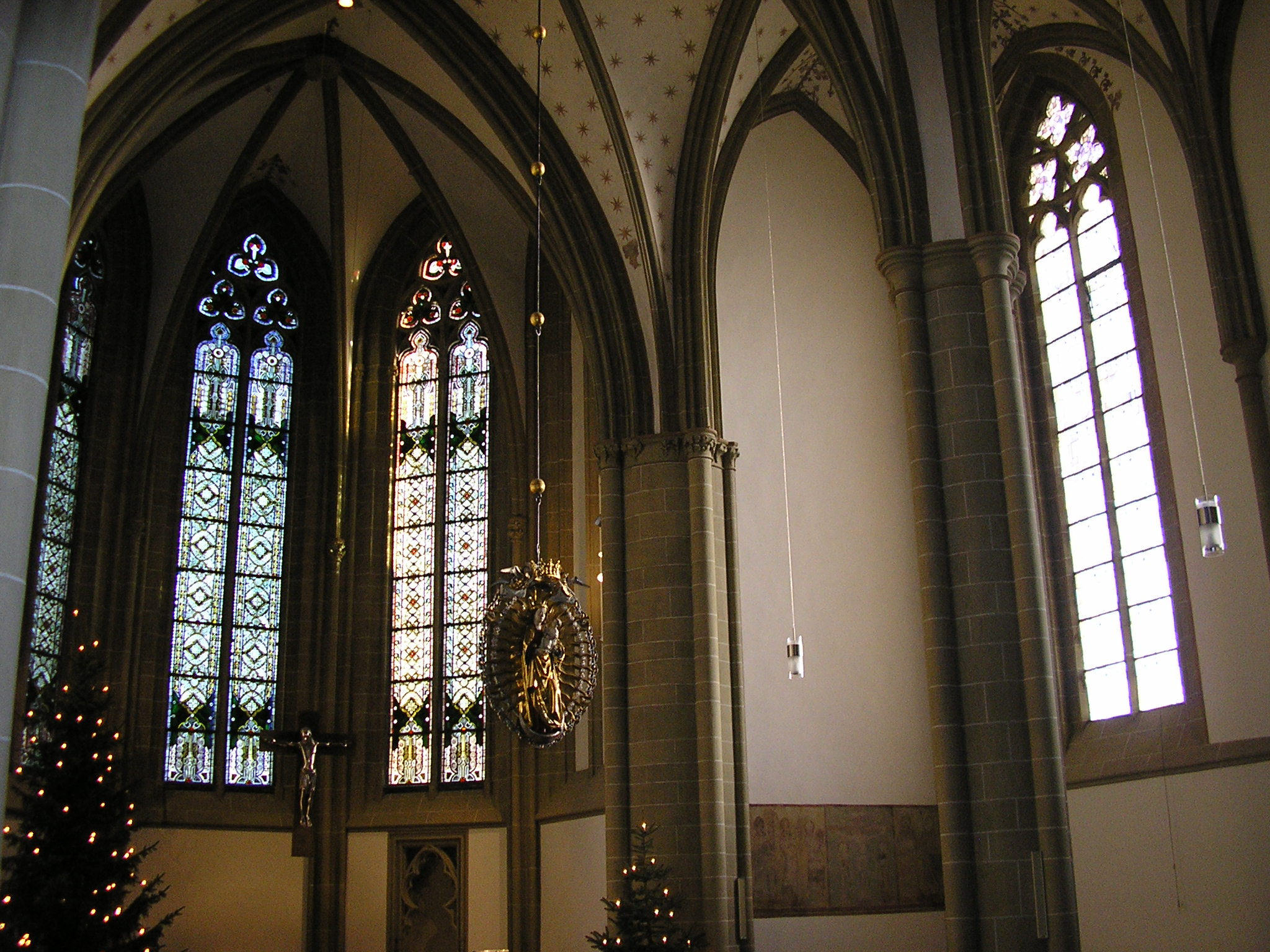
Innenraum nach Südost
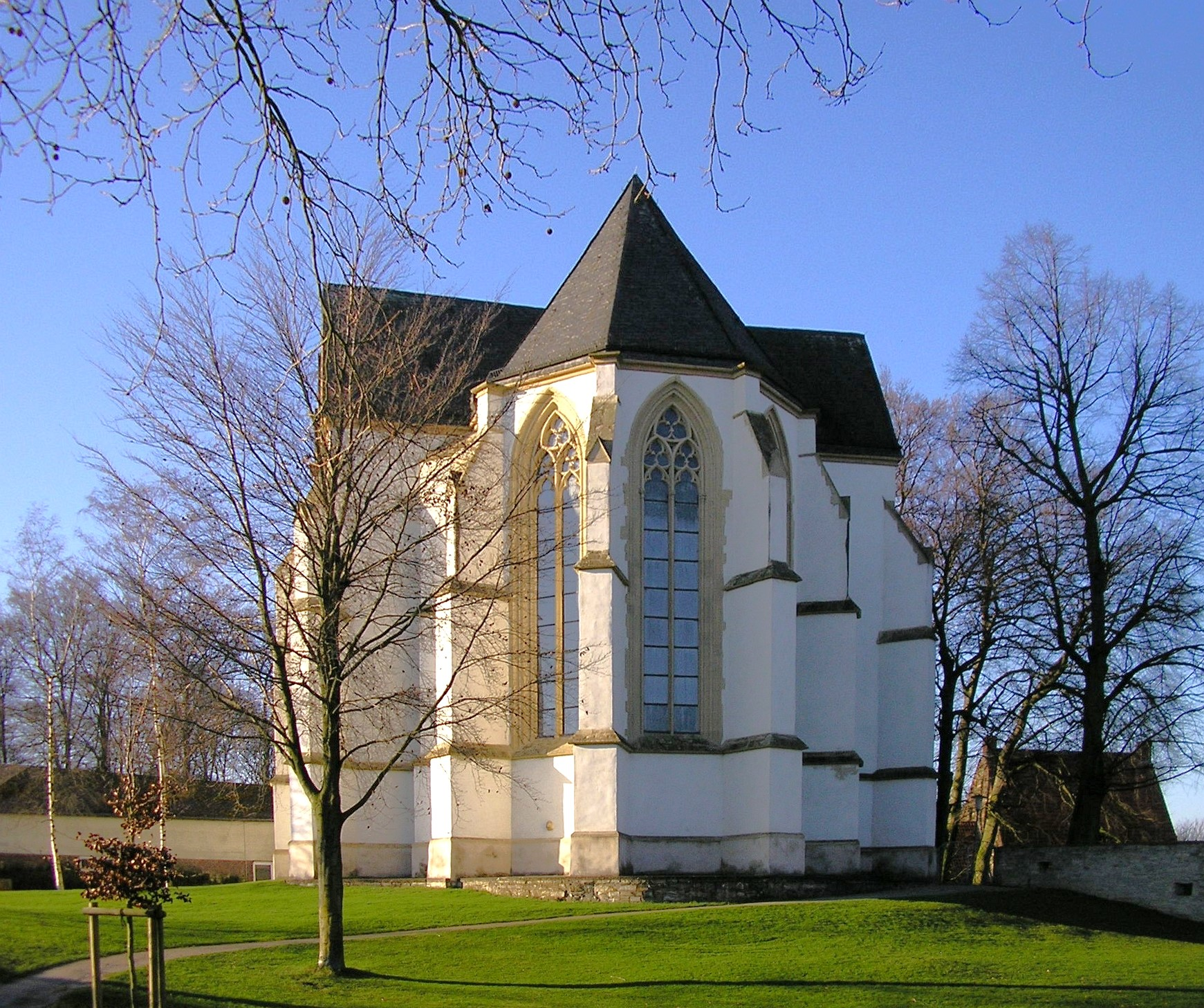
Blick von Osten
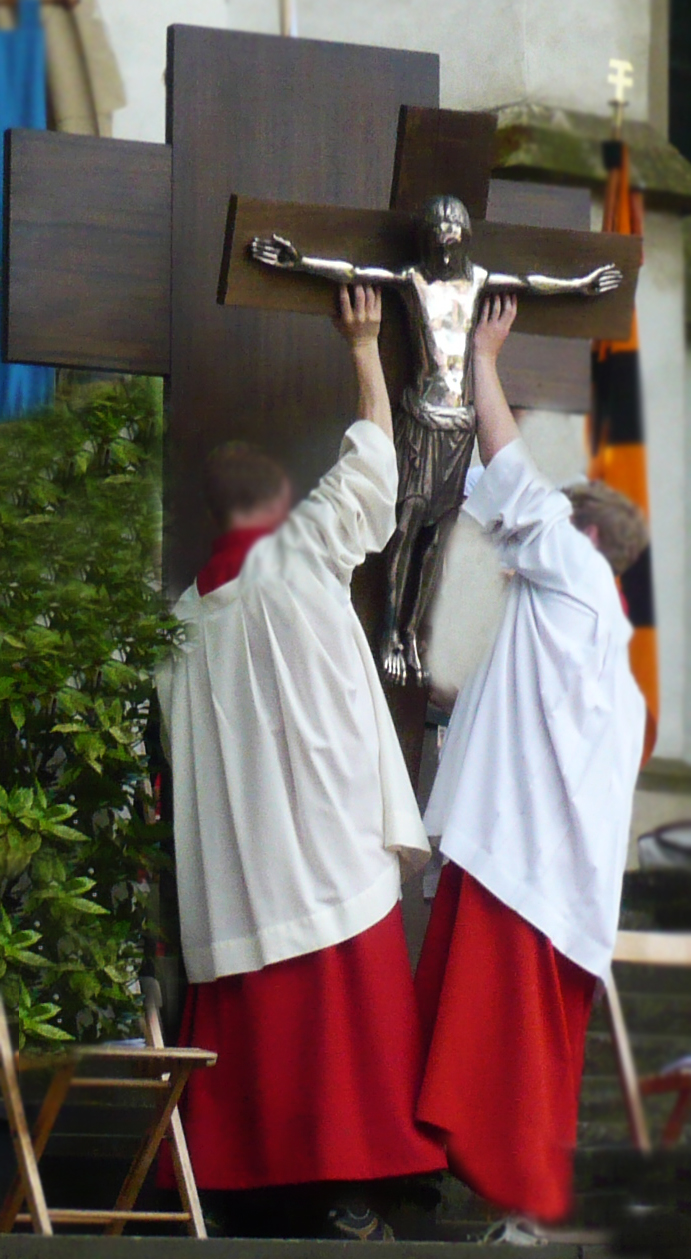
Das Heilige Kreuz zu Stromberg

## Weiterführende Literatur
- Katja Terlau: Architekturgeschichte der gotischen Wallfahrtskirche zum Hl. Kreuz in Stromberg. In: Heimatverein Stromberg (Hrsg.): 800 Jahre Wallfahrt und Stromberger Geschichte. Zwischen Kreuz und Schwert. Warendorf 2007, S. 241–275.
- Katja Terlau: Die Chorkapellen des Kölner Doms und die westfälische Baukunst am Beispiel der Kirche zum Heiligen Kreuz in Stromberg. Eine vergleichende Bauuntersuchung. In: Wallraf-Richartz-Jahrbuch. Band LXI. Köln 2000, S. 7–22.
- Katja Terlau: Die Hl. Kreuzkirche in Stromberg und ihre Stellung innerhalb der westfälischen Hallenkirchen (= 66. Veröffentlichung der Abteilung Architekturgeschichte des Kunsthistorischen Instituts der Universität zu Köln). Köln 1998 (Dissertation).
- Georg Dehio: Handbuch der deutschen Kunstdenkmäler. Nordrhein-Westfalen. Band 2: Westfalen. München 1969.
- Albert Ludorff: Die Bau- und Kunstdenkmäler des Kreises Beckum. Münster 1897.

## Weblink
Koordinaten: 51° 47′ 58,4″ N, 8° 12′ 11,2″ O